# Dunaszentbenedek
Dunaszentbenedek is een plaats (község) en gemeente in het Hongaarse comitaat Bács-Kiskun. Dunaszentbenedek telt 960 inwoners (2005).